# Jamaica op de Olympische Winterspelen 2022
Jamaica nam deel aan de Olympische Winterspelen 2022 in Peking in China.

## Deelnemers en resultaten
(m) = mannen, (v) = vrouwen 

### Alpineskiën
Maximaal vier deelnemers per onderdeel
Mannen
| Naam               | Onderdeel    | 1e run  | 1e run | 2e run  | 2e run | Totaal  | Totaal |
| Naam               | Onderdeel    | Tijd    | Rang   | Tijd    | Rang   | Tijd    | Rang   |
| ------------------ | ------------ | ------- | ------ | ------- | ------ | ------- | ------ |
| Benjamin Alexander | Reuzenslalom | 1:37,94 | 54     | 1:40,58 | 46     | 3:18,52 | 46     |

### Bobsleeën
| Naam                                                           | Onderdeel       | Run 1   | Run 1 | Run 2   | Run 2 | Run 3   | Run 3 | Run 4          | Run 4          | Totaal  | Totaal |
| Naam                                                           | Onderdeel       | Tijd    | Rang  | Tijd    | Rang  | Tijd    | Rang  | Tijd           | Rang           | Tijd    | Rang   |
| -------------------------------------------------------------- | --------------- | ------- | ----- | ------- | ----- | ------- | ----- | -------------- | -------------- | ------- | ------ |
| Jazmine Fenlator-Victorian                                     | Monobob (v)     | 1:06,63 | 19    | 1:07,38 | 19    | 1:06,92 | 19    | 1:07,63        | 20             | 4:28,56 | 19     |
| Shanwayne Stephens * Nimroy Turgott                            | Tweemansbob (m) | 1:01,23 | 30    | 1:01,35 | 28    | 1:01,54 | 30    | niet geplaatst | niet geplaatst | 3:04,12 | 30     |
| Rolando Reid Shanwayne Stephens * Nimroy Turgott Ashley Watson | Viermansbob (m) | 1:00,80 | 28    | 1:01,39 | 28    | 1:01,23 | 28    | niet geplaatst | niet geplaatst | 3:03,42 | 28     |

* – Geeft de bestuurder van de slee aan
Albanië · Amerikaans-Samoa · Amerikaanse Maagdeneilanden · Andorra · Argentinië · Armenië · Australië · Azerbeidzjan · België · Bolivia · Bosnië en Herzegovina · Brazilië · Bulgarije · Canada · Chili · China · Chinees Taipei · Colombia · Cyprus · Denemarken · Duitsland · Ecuador · Eritrea · Estland · Filipijnen · Finland · Frankrijk · Georgië · Ghana · Griekenland · Groot-Brittannië · Haïti · Hongarije · Hongkong · Ierland · IJsland · India · Iran · Israël · Italië · Jamaica · Japan · Kazachstan · Kirgizië · Kosovo · Kroatië · Letland · Libanon · Liechtenstein · Litouwen · Luxemburg · Madagaskar · Maleisië · Malta · Marokko · Mexico · Moldavië · Monaco · Mongolië · Montenegro · Nederland · Nieuw-Zeeland · Nigeria · Noord-Macedonië · Noorwegen · Oekraïne · Oezbekistan · Oost-Timor · Oostenrijk · Pakistan · Peru · Polen · Portugal · Puerto Rico · Roemenië · San Marino · Saoedi-Arabië · Servië · Slovenië · Slowakije · Spanje · Thailand · Trinidad en Tobago · Tsjechië · Turkije · Verenigde Staten · Wit-Rusland · Zuid-Korea · Zweden · Zwitserland
Russische ploeg